# Souhvězdí Andromedy
Souhvězdí Andromedy je jedním ze 48 souhvězdí uvedených v díle řeckého astronoma Ptolemaia ze 2. století našeho letopočtu a současně jedním z 88 moderních souhvězdí. Nachází se severně od nebeského rovníku. Jméno souhvězdí je spojeno s řeckou mytologií, kde byla Andromeda etiopskou princeznou, dcerou krále Cefea a jeho manželky Kasiopeji. Král ji nechal přikovat na skalnatý útes, aby odčinil troufalost své manželky, která Andromedu prohlásila za krásou rovnou mořským nymfám Nereidám. Za trest měla být Andromeda obětována mořské příšeře. Tu na hvězdné obloze představuje souhvězdí Velryby. Před kletbou však Andromedu zachránil Perseus, jenž tímto místem procházel z boje s Gorgonou Medúsou, ze kterého si jako trofej nesl její useknutou hlavu. Andromeda se poté stala jeho manželkou.
Andromeda je nejlépe viditelná na severní polokouli večer v podzimních měsících, spolu s dalšími souhvězdími z mýtu o Perseovi. Vzhledem k tomu, že se nachází v severní části hvězdné oblohy, je souhvězdí Andromedy viditelné pouze severně od 40 stupně jižní šířky; pozorovatelům, kteří jsou dále na jihu, je trvale skryta pod horizontem. Jedná se o jedno z největších souhvězdí, neboť má plochu 722 čtverečních stupňů. Je 1400krát větší než měsíční úplněk, má 55 procent velikosti největšího souhvězdí na obloze (souhvězdí Hydry) a přes 10násobek velikosti nejmenšího souhvězdí, tedy souhvězdí Jižního kříže.
Nejjasnější hvězdou souhvězdí je Alpheratz, jenž je dvojhvězdou, která dříve bývala součástí souhvězdí Pegase. Druhá nejjasnější hvězda souhvězdí, Mirach, je červeným obrem, jehož barvu lze určit pouhým okem. Další z hvězd souhvězdí Andromedy, hvězda Almach, se řadí k nejkrásnějším barevným dvojhvězdám, které lze pozorovat amatérskými dalekohledy. Souhvězdí je nejvíce známo díky objektům hlubokého vesmíru, které se v jeho prostoru nacházejí. Nejznámější z nich je Galaxie v Andromedě (jindy označovaná též M31 nebo Velká Galaxie v Andromedě), což je nejbližší spirální galaxie od Mléčné dráhy a také jeden z nejjasnějších objektů Messierova katalogu. V souhvězdí se nachází několik slabších galaxií, včetně společníků M31, M110 a M32, jakož i vzdálenější galaxie NGC 891, která je příkladem spirální galaxie viděné z boku. Prstencovou planetární mlhovinu modré barvy NGC 7662, známou pod pojmenováním Modrá sněhová koule, lze spatřit v dalekohledu jako modrý objekt kulatého tvaru.
V čínské astronomii hvězdy, jež tvoří souhvězdí Andromedy, byly součástí čtyř různých souhvězdí, které měly astrologický a mytologický význam; souhvězdí vztahující se k Andromedě existuje také v hinduistické mytologii. V souhvězdí Andromedy se nachází radiant slabého meteorického roje Andromedid, jenž má nejvyšší intenzitu v listopadu.

## Historie a mytologie
Pojmenování souhvězdí podle Andromedy má sice kořeny až v řecké mytologii, i když motiv ženské postavy pro označení souhvězdí nacházející se v tomto místě, se objevuje již v babylonské astronomii. Hvězdy, které tvoří souhvězdí Ryb a střední část moderního souhvězdí Andromedy představovaly souhvězdí bohyně plodnosti, jež byla známá pod jménem Anunitum či Matka lidstva.

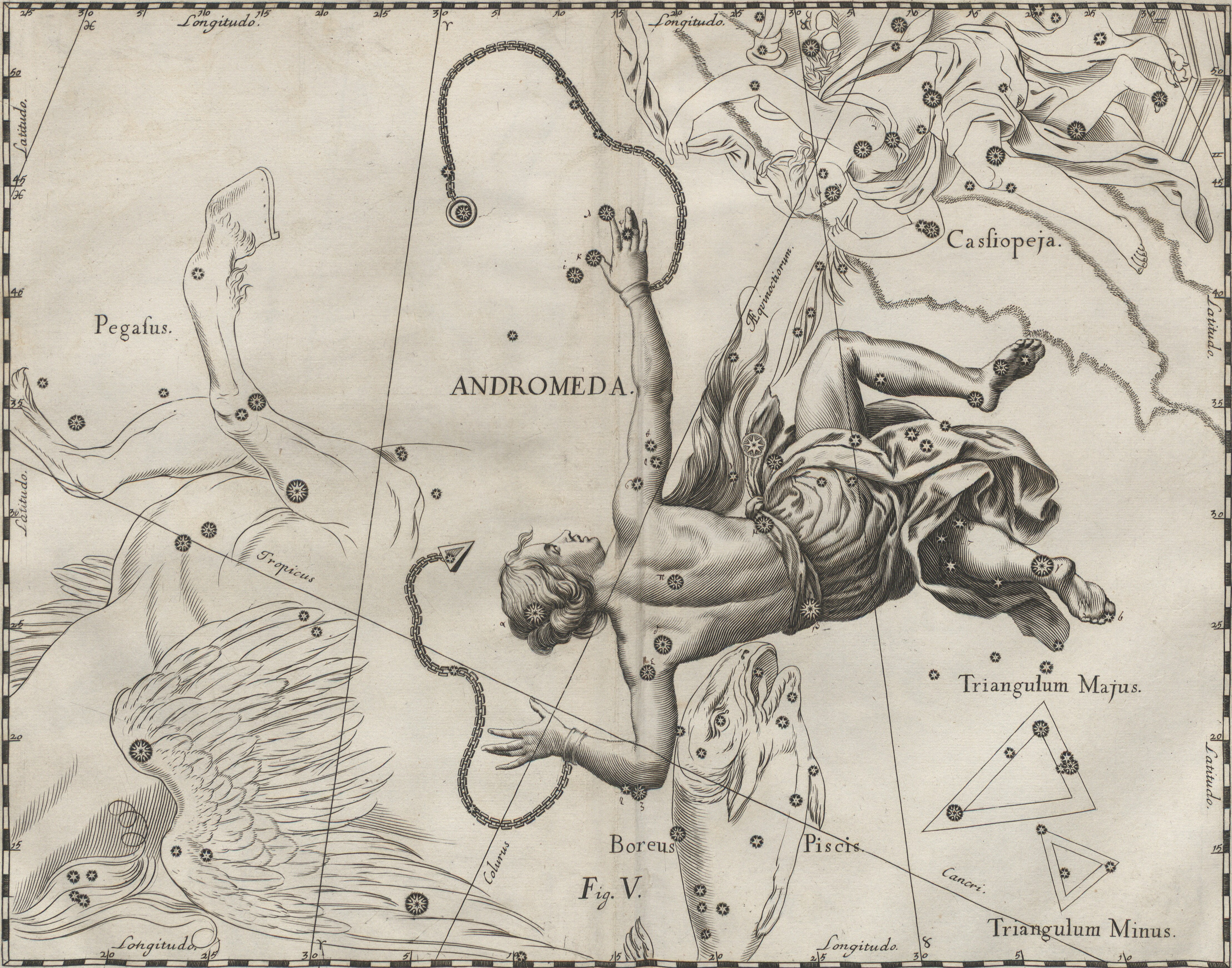
Zobrazení Andromedy v díle Jana Hevelia z roku 1690 v jeho díle Uranographia

V angličtině je Andromeda známá jako the Chained Lady nebo the Chained Woman, což znamená připoutaná dívka či žena. Souhvězdí bylo známé v latině jako Mulier catenata („připoutaná žena“) a v arabštině المرأة المسلسلة‎ al-Mar'atu-l-musalsalatu. Známé bylo též pod pojmenováním manželka Persea či Cefeova dcera. Všechna tato jména odkazují na roli Andromedy v řeckém mýtu o Perseovi, ve kterém se etiopská královna Kasiopeja chlubila, že se krásou vyrovná mořským nymfám Nereidám, které byly obdařeny neuvěřitelnou krásou. To urazilo jejich otce boha moře Poseidóna natolik, že se rozhodl potrestat za drzost Kasiopeji celou Etiopii. Otec Andromedy, král Cefeus, se rozhodl požádat o radu věštírnu v Delfách. Věštba byla zdrcující, bylo mu řečeno, že jediný způsob jak zachránit království, je obětovat svoji dceru Andromedu mořské obludě. Dal připoutat svou dceru na mořský útes a spolu se svou ženou čekali, co se stane. Když byla připoutána ke skále, vracel se kolem Perseus, syn Dia, z boje s Gorgonou Medúsou s její useknutou hlavou. Perseus v lítém boji zabil obludu a za odměnu si vyžádal Andromedu za ženu. Kasiopeja a Cefeus souhlasili a vystrojili jim nádhernou královskou svatbu. Hlavu Medúzy představuje Algol (ß Persei), tzn. „ďábelská hvězda“. Perseus a Andromeda měli spolu sedm dětí – šest synů a jednu dceru, a založili Mykény a jeho Perseovu dynastii. Po smrti Andromedy ji bohyně Athéna umístila na oblohu jako souhvězdí. Také několik dalších sousedních souhvězdí (Perseus, Kasiopeji, Velryba a Cefeus) je součástí mýtu o Perseovi.

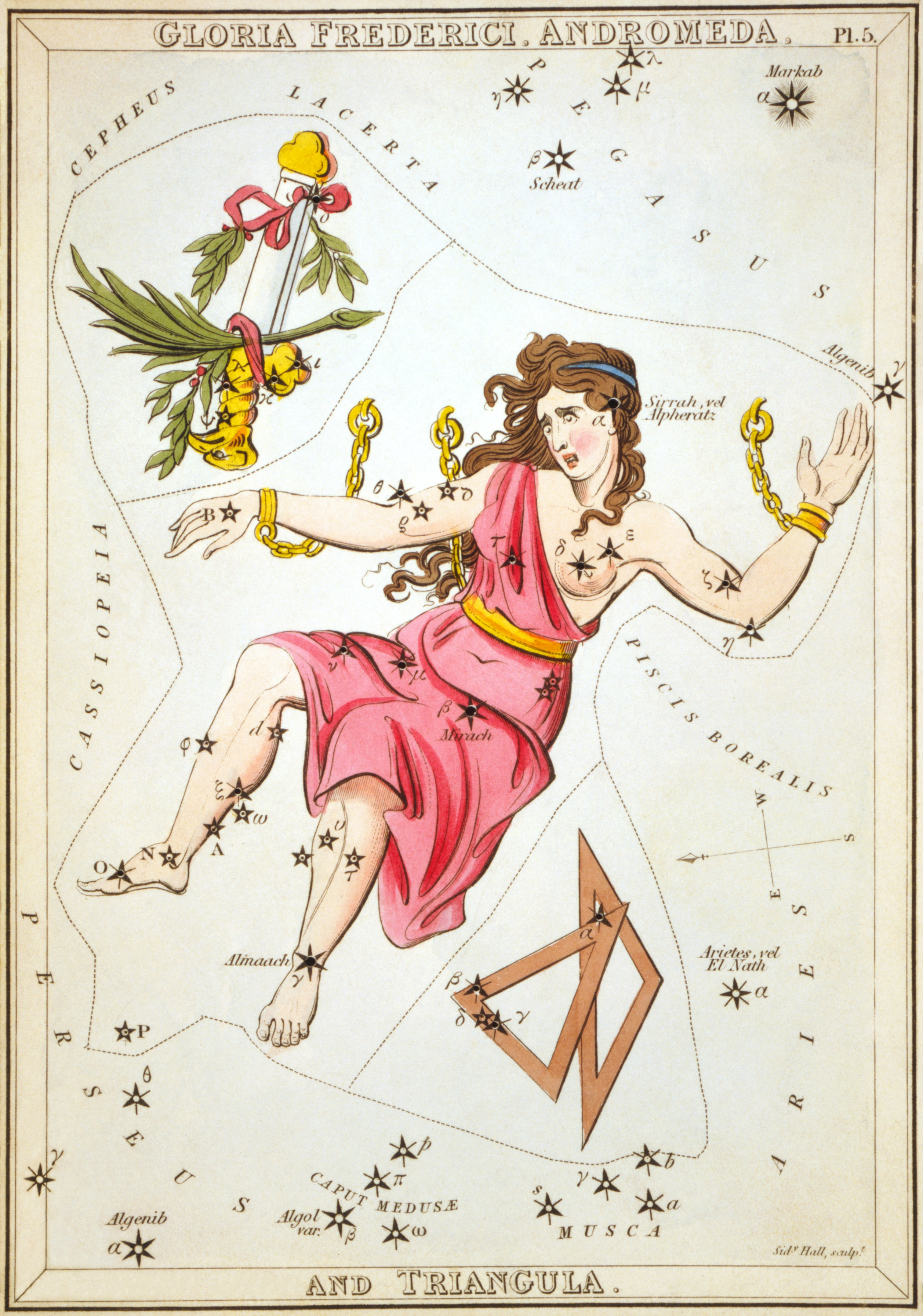
Andromeda v díle Urania's Mirror, souboru map hvězdné oblohy vydaných v Londýně v roce 1825

Andromeda je jedním z původních 48 souhvězdí zobrazených v díle Almagest řeckého astronoma Ptolemaia z 2. století. Nejjasnější hvězda souhvězdí, alfa Andromedae, je součástí její hlavy, hvězdy omikron a lamdba Andromedae představují řetězy, kterými je připoutána ke skále, a hvězdy delta, pí, mý a gama Andromedae zobrazují její tělo a nohy. Nicméně toto není žádné univerzální zobrazení Andromedy a hvězd, jež zobrazují její tělo, hlavu a řetězy. Arabští astronomové si byli vědomi souhvězdí Ptolemaia, ale u nich byly hvězdy představující nohy Andromedy součástí souhvězdí Ryb. Několik hvězd z Andromedy a většina hvězd v souhvězdí Ještěrky byly spojeny v roce 1787 německým astronomem Johannem Bodem do souhvězdí Frederici Honores (Pocta Fridrichovi). Souhvězdí bylo navrženo na počest pruského krále Frichricha II. Velikého, ale rychle upadlo do zapomnění. Od dob Ptolemaia zůstala Andromeda souhvězdím a byla oficiálně uznána Mezinárodní astronomickou unií (IAU). Stejně jako všechny moderní souhvězdí, je i toto definováno jako určitá oblast oblohy, která zahrnuje jak původní Ptolemaiovo souhvězdí, tak také okolní hvězdy. V roce 1922 definovala IAU zkratku souhvězdí „And“. Oficiální hranice souhvězdí Andromedy stanovil v roce 1930 Eugène Delporte jako polygon o 36 stranách. Jejich rektascenze je mezi 22 h 57,5 min. a 2 h 39,3 min. a jejich deklinace mezi 53,19 a 21,68 stupně v rovníkové souřadnicové soustavě.

## Jiné mytologie
V tradiční čínské astronomii devět hvězd Andromedy (včetně beta And, mý And a ný And) a sedm hvězd ze souhvězdí Ryb tvořilo eliptické souhvězdí zvané „Noha“ (奎宿, Kchuej-siou), chápané jako noha muže, nebo divokého zvířete. Gama And a její okolí nesla jméno „Nebeský velký generál“ (天大将军, Tchien-ta ťiang-ťün), který v astrologii znamenal čest a v mytologii velkého generála. Alfa And a gama Pegasa dohromady tvořily „Zeď“ (壁宿, Pi-siou), a sice východní hradbu císařského paláce a/nebo císařovy osobní knihovny. Severní část souhvězdí Andromedy Číňané viděli jako „Nebeskou stáj“ (天厩, Tchien-ťiou). Nejzápadnější úsek Andromedy spojovali s většinou souhvězdí Ještěrky do „Létajícího hada“ (螣蛇, Tcheng-še).
Arabové souhvězdí nazývali al-Hut (ryba). Souhvězdí bylo složeno z několika hvězd v souhvězdí Andromedy, z M31 a několika hvězd v souhvězdí Ryb. Ný And, mý And, beta And, éta And, dzéta And, epsilon And, delta And, pí And a 32 And jsou dnes součástí souhvězdí Andromedy, ný Psc, fí Psc, chí Psc a psí Psc jsou součástí souhvězdí Ryb.
Hinduistické legendy o souhvězdí Andromedy jsou podobné řeckým mýtům. Starověké sanskrtské texty líčí Antarmadu je připoutanou ke skále, stejně jako v řecké báji. Učenci věří, že hindské a řecké astrologické mýty byly úzce propojeny, jako jeden z důkazů se uvádí podobnost mezi jmény Antarmada a Andromeda.
Andromeda je také spojována s příběhem stvoření v Mezopotámii. Tiamat, bohyně Chaosu porodila mnoho démonů pro svého manžela, Apsu, ale nakonec se rozhodl zahubit je ve válce, která skončila, když ji zabil Marduk. Její tělo použil ke stvoření souhvězdí, ale lidé mohli počítat čas.
Na Marshallových ostrovech jsou naše souhvězdí Andromeda, Kasiopeja, Trojúhelník a Beran spojovány do souhvězdí jednoho – sviňuchy. Jasné hvězdy Andromedy představují tělo sviňuchy, Kasiopeja její ocas a Beran její hlavu. Na ostrovech Tuamotu, je alfa Andromedae nazývána Takurua-tuki-Hanga-Ruki a beta Andromedae byla nazývána Piringa-o-Tautu.

## Zajímavé objekty

### Významné hvězdy

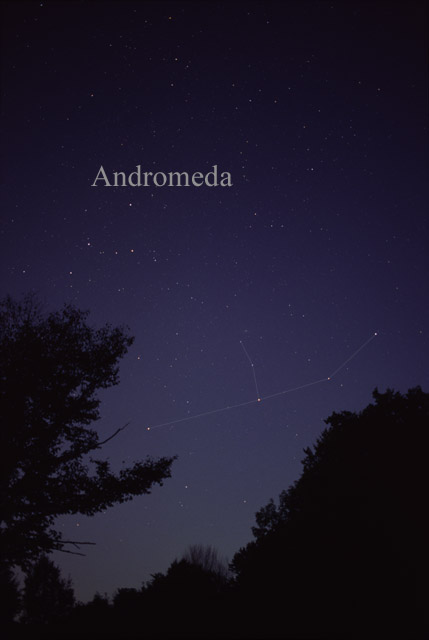
Souhvězdí Andromedy viditelné pouhým okem, linie byly přidány pro zvýraznění souhvězdí

- α And – α And (Alpheratz, Sirrah) je nejjasnější hvězdou souhvězdí Andromedy. Má spektrální třídu A0p[4] Je spektroskopickou dvojhvězdou hvězdné velikosti 2,1m a má svítivost 96 Sluncí.[8] Je vzdálena od Země 97 světelných let.[17] V západní mytologii představuje hlavu Andromedy. Tradiční arabská jména – Alpheratz a Sirrah – jsou překladem z arabského surrat al-Faras, což znamená „pupek oře“.[10] Arabská jména jsou odkazem na skutečnost, že hvězda tvoří asterismus známý jako Pegasův čtverec se třemi hvězdami v souhvězdí Pegase: α, ß a γ Peg.[6][18][19] Hvězda dříve náležela jak k souhvězdí Pegase, tak k souhvězdí Andromedy a měla též pojmenování δ Peg, nicméně toto pojmenování není již oficiálně používáno.[4][6][8]
- β And – β And (Mirach) je chladný červený obr spektrálního typu M0m[4][20] a nachází se v asterismu známém „pás Andromedy“. Je vzdálený 198 světelných let od Země,[20] má hvězdnou velikost 2,06,[21] a svítivost 115 Sluncí.[8] Jeho název pochází z arabského výrazu al-Maraqq, což znamená „bedra“ či „bederní rouška“,[19] což je překlad Ptolemaia. Nicméně, Mirach byl většinou Araby považován za součást al-Hut, souhvězdí představující větší rybu, nežli jsou Ryby v souhvězdí Ryb u nohou Andromedy.[10]
- γ And (Almach) – je dvojhvězda, která má vizuální jasnost 2,1m[8] a nachází se v jižní části souhvězdí. Již William Herschel ji považoval za jednu z nejkrásnějších dvojhvězd. Almach je vícenásobná hvězda, větší oranžová složka je spektrálního typu K3[4][8] a má hvězdnou velikost 2,3m, menší modrozelená hvězda hvězdnou velikost 5,0m a obě složky jsou vzdáleny 9,7 obloukové vteřiny.[5][6][21] Větší hvězda je také dvojhvězda, jejíž menší složka má hvězdnou velikost 6,3m[5] a obě hvězdy vykonají jeden oběh za 61 let.[4] Systém je vzdálen 358 světelných let od Země.[22] Almach má pojmenování po arabském výrazu Anaq al-Ard, což znamená dítě země, jiné zdroje odkazují na zvíře (pouštní rys), které pomáhá lvu při hledání kořisti.[10][19]
- δ And – δ Andromedae (Sadiradra) je hvězdou oranžové barvy spektrálního typu K.3.[4] Jedná se o oranžového obra hvězdné velikosti 3,3m.[21] Je vzdálen 105 světelných let od Země.[23]

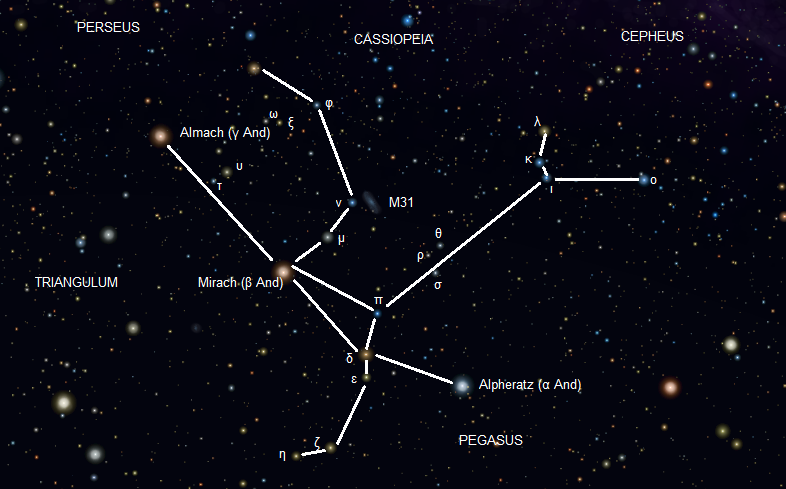
Souhvězdí Andromedy s liniemi souhvězdí

- ι And, κ, λ, ο a ψ And tvoří asterismus známý jako Pocta Fridrichovi nebo Fridrichova čest, název je odvozen od jména bývalého souhvězdí Frederici Honores. Souhvězdí bylo zavedeno na počest pruského krále Fridricha II. Velikého v roce 1787.[24] ι And je hvězda modrobílé barvy hlavní posloupnosti spektrálního typu B8, vzdálená 502 světelných let od Země,[25] κ And je bílá hvězda hlavní posloupnosti hvězda spektrálního typu A0, 168 světelných let vzdálená od Země,[26] λ And je žlutá hvězda obří hvězda spektrálního typu G8, 86 světelných let vzdálená od Země,[27] ο And je modrobílý obr spektrálního typu B6, 679 světelných let vzdálený od Země,[28] a ψ And je modrobílá hvězda hlavní posloupnosti hvězda spektrálního typu B7, 988 vzdálená světelných let od Země.[29]
- μ And je bílá hvězda hlavní posloupnosti hvězda spektrálního typu A5 a hvězdné velikosti 3,9m.[21] Je vzdálená 130 světelných let od Země.[30]
- υ And má hvězdnou velikost 4,1m.[21] Je dvojhvězdou, jedna složka dvojhvězdy je trpaslíkem spektrálního typu F a druhá hvězda je trpaslíkem spektrální třídy M. Větší hvězda má planetární systém se čtyřmi potvrzenými planetami. Planety mají 0,62, 1,8, 10,19 a 1,059 hmotnosti Jupitera.[31] Systém se nachází je 44 světelných let od Země.[32]
- ξ And – ξ And (Adhil) je dvojhvězda vzdálená 217 světelných let od Země. Větší hvězda je oranžovým obrem spektrálního typu K0.[33]
- π And je dvojhvězda modrobílé barvy o hvězdné velikosti 4,3m,[21] která je 598 světelných let vzdálená od Země. Větší hvězda dvojhvězdy je hvězda hlavní posloupnosti spektrálního typu B5.[34] Menší hvězda má jasnost 8,9m.[21]
- 51 And byla převedena Johannesem Bayerem do sousedního souhvězdí Persea, kde měla označení „ypsilon Persei (υ Per)“, ale Mezinárodní astronomická hvězdu vrátila zpět do souhvězdí Andromedy.[35] Je 177 světelných let vzdálena od Země a je oranžovým obrem spektrálního typu K3.[36]
- 54 And je bývalé označení pro hvězdu φ Per.[6][35]
- 56 And je optickou dvojhvězdou. Jasnější hvězda je žlutou obří hvězdou spektrálního typu K0 s hvězdnou velikostí 5,7m,[21] která je 316 světelných let vzdálená od Země.[37] Méně jasná hvězda je oranžovým obrem spektrálního typu K0 a hvězdné velikosti 5,9m, která je vzdálená 990 světelných let od Země.[21]
- R And je proměnná hvězda typu je Mira s periodou 409 dnů. Jeho maximální jasnost je 5,8m a minimální jasnost je 14,8m,[4] a nachází se ve vzdálenosti 1250 světelných let.[38] V souhvězdí Andromedy existuje dalších šest proměnných hvězd typu Mira.[8]
- Z And je prototypem symbiotických proměnných hvězd, která má periodu 760 dní. Její jasnost se pohybuje v rozsahu od minima 12,4m do maxima 8,0m.[8] Je vzdálená 2720 světelných let od Země.[39]
- Ross 248 (HH Andromedae) je od Země devátá nejbližší hvězda, nachází se ve vzdálenosti 10,3 světelných let.[40] Jedná se o červenou proměnnou hvězdu hlavní posloupnosti typu BY Draconis spektrálního typu M6.[41]
- 14 And je žlutá obří hvězda spektrálního typu G8, vzdálená 251 světelných let.[42] Má hmotnost 2,2 Sluncí a poloměr 11 Sluncí. Okolo hvězdy obíhá jedna potvrzená planeta, 14 Andromedae b, objevená roku 2008. Obíhá okolo své hvězdy ve vzdálenosti 0,83 astronomických jednotek, jeden oběh okolo hvězdy jí trvá 186 dnů a má hmotnost 4,3 Jupitera.[43]

### Objekty hlubokého vesmíru

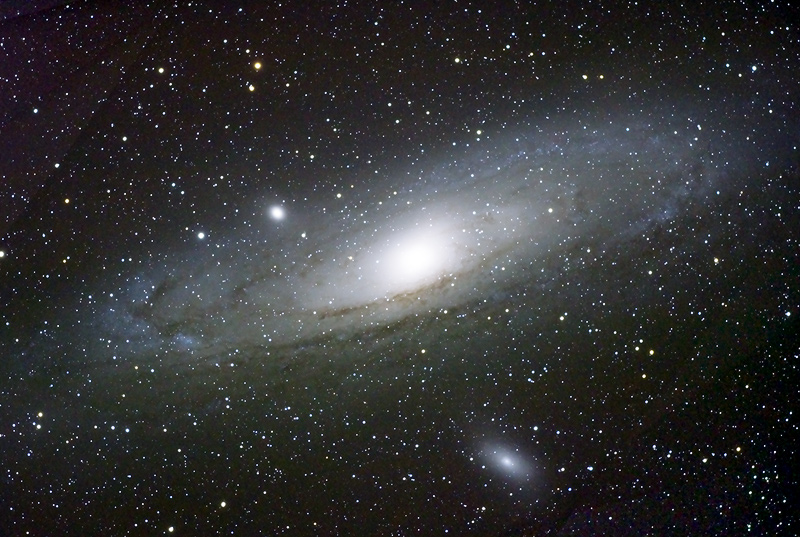
M31, Velká galaxie v Andromedě

Souhvězdí Andromedy leží daleko od roviny naší Galaxie, takže se v ní nenachází žádné jasné otevřené hvězdokupy či mlhoviny naší Galaxie. Protože se souhvězdí Andromedy na obloze nachází daleko od pásma prachu, plynů a od početných hvězd naší galaxie, které by ztěžovaly pozorování, jsou na jeho hranicích viditelné četné vzdálené galaxie. Nejznámějším objektem hlubokého vesmíru v souhvězdí Andromedy je spirální galaxie, která má katalogové označení Messier 31 (M31) nebo NGC 224 a která je více známá pod označením Galaxie v Andromedě. M31 je jedním z nejvzdálenějších objektů, který je možné vidět na obloze pouhým okem. Je vzdálená 2,2 miliónu světelných let od Země (jiné zdroje udávají vzdálenost až 2,5 miliónu světelných let). Galaxie je vidět na tmavé a průhledné obloze jako mlhavý obláček v severní části souhvězdí. M31 je největší galaxie v sousedství naší Mléčné dráhy a je největším členem Místní skupiny galaxií. Má průměr přibližně 200 tisíc světelných let, což je dvojnásobek velikosti Mléčné dráhy. Na obloze má rozměry 192,4 krát 62,2 úhlové minuty a hvězdnou velikost 3,5m a je spirální galaxie s příčkou podobná naší Mléčné dráze. Je jedním z nejjasnějších objektů hlubokého vesmíru na severní obloze. Přestože je viditelná pouhým okem, „malý mlhavý obláček“ u Andromedy byl objeven až roku 964 arabským astronomem al-Sufim, když ji katalogizoval ve své Knize stálic. M31 byla poprvé pozorována dalekohledem krátce po jeho vynálezu Simonem Mariusem roku 1612.
M31 je často popisována jako dvojče naší Galaxie, která má ale pouze poloviční hmotnost Galaxie v Andromedě a zhruba polovinu jejího poloměru. V budoucnosti se Mléčná dráha a Galaxie v Andromedě srazí. V době nejvíce za pět miliard let by srážka galaxií mohla vyvolat novou rozsáhlou tvorbu hvězd.
Americký astronom Edwin Hubble pozoroval v roce 1923 galaxie včetně M31 (tehdy byla známa pod jménem Mlhovina v Andromedě) v rámci jeho průkopnického výzkumu galaxií. K pozorování hvězd používal Hookerův dalekohled v observatoři na Mount Wilsonu o průměru 2,5 metru v Kalifornii. Pozoroval cefeidy a hledal novy, což mu umožnilo je použít jako standardní svíčky, čímž určil jejich vzdálenost. Vzdálenost mu vyšla mnohem větší, než je velikost Mléčné dráhy, a přivedla jej k závěru, že existuje mnoho „ostrovních vesmírů“ podobných Mléčné dráze. Hubble původně odhadl, že galaxie v Andromedě se nachází 900 tisíc světelných let daleko od Mléčné dráhy, ale Ernst Öpik odhadl v roce 1925 určil její vzdálenost na přesnější hodnotu 1,5 miliónu světelných let.
Galaxie v Andromedě má dva jasné průvodce M32 a M110 (které mají též označení NGC 221 a NGC 205). Oba průvodci jsou slabé malé eliptické galaxie, které se nacházejí v její blízkosti. M32 je viditelná jako malý mlhavý obláček o rozměrech 8,7 krát 6,4 minuty, M110 se na nachází poblíž Galaxie v Andromedě a při pohledu dalekohledem se zobrazí jako mlhavá skvrnka, M110 je o něco větší a odlišná od M32; M32 se nachází přibližně půl stupně jižně od jádra, M110 se nachází stupeň severozápadně od jádra. M32 byla objevena v roce 1749 francouzským astronomem Guillaumem Le Gentilem a galaxie se nachází blíže k Zemi než samotná Galaxie v Andromedě. Je viditelná dalekohledem z míst, kde je tmavá obloha, má povrchovou jasnost 10,1m a hvězdnou velikost 9,0m. M110 je klasifikována jako sféroidální trpasličí galaxie či obecně jako eliptická galaxie. Má menší jasnost než M31 a M32, její povrchová jasnost je 13,2, její hvězdná velikost je 8,9 a úhlová velikost je 21,9 krát 10,9 minuty.
Galaxie v Andromedě má celkem 15 satelitních galaxií včetně M32 a M110. Devět z nich se nachází v jedné rovině, což umožnilo astronomům odvodit, že mají společný původ. Tyto satelitní galaxie, stejně jako satelitní galaxie Mléčné dráhy, jsou většinou starší, na plyn chudé trpasličí eliptické a sféroidální trpasličí galaxie.

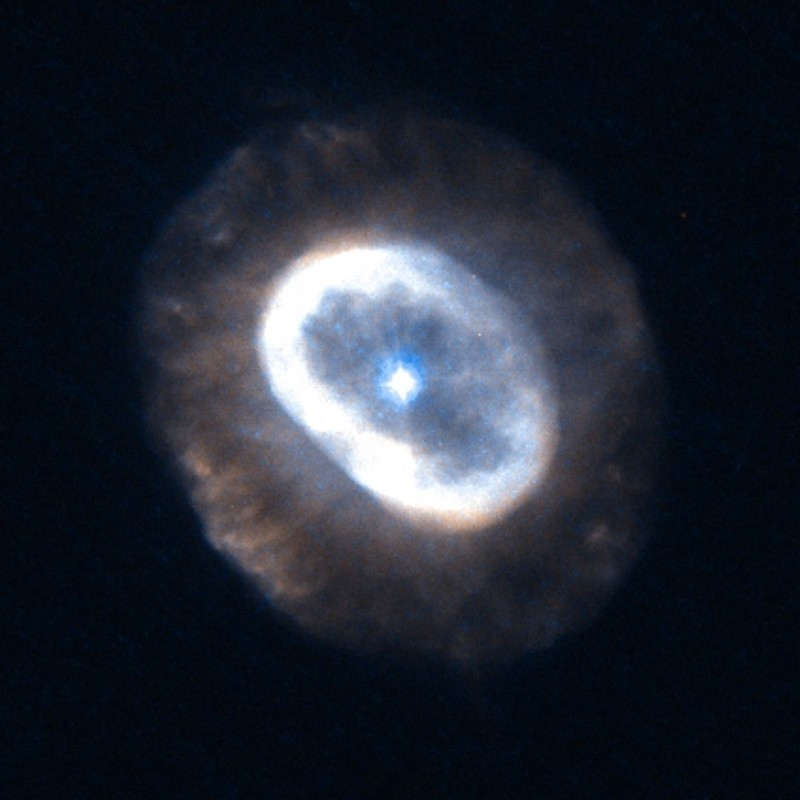
Planetární mlhovina Modrá sněhová koule na snímku pořízeném Hubbleovým teleskopem

Spolu s Galaxií v Andromedě a jejími satelity se v souhvězdí nachází také galaxie NGC 891 (Caldwell 23) na východ od hvězdy Almach. Je spirální galaxií s příčkou viditelnou zboku, přes rovinu galaxie se táhne pás prachu zatemňujícího jádro galaxie. NGC 891 je velice tenká, díky tomu získala i pojmenování Jehla. Má hvězdnou velikost 9,9m, povrchovou jasnost 14,6m a úhlovou velikost 13,5 krát 2,8 minuty. NGC 891 byla objevena sourozeneckou dvojicí Williamem a Caroline Herschelovými v srpnu 1783. Galaxie se nachází přibližně ve vzdálenosti 30 miliónů světelných let od Země, což bylo zjištěno z jejího rudého posuvu 0,002.
Nejznámější otevřená hvězdokupa v souhvězdí Andromedy je NGC 752 (Caldwell 28), která má hvězdnou velikost 5,7m. Je otevřenou hvězdokupou, která se nachází vysoko nad rovinou Mléčné dráhy, má stáří jedné miliardy let a úhlové rozměry 49 minut. V hvězdokupě se nachází přibližně dvanáct jasných hvězd a více než 60 hvězd jasnějších 9. magnitudy, viditelných malým dalekohledem. Je považována za nenápadnou otevřenou hvězdokupu. Další otevřená hvězdokupa v souhvězdí Andromedy je NGC 7686, která má hvězdnou velikost 5,6m a je také součástí Mléčné dráhy. Obsahuje přibližně 20 hvězd v oblasti o úhlových rozměrech 15 minut a je menší než otevřená hvězdokupa NGC 752.
V souhvězdí Andromedy se nachází jedna z nejznámějších planetárních mlhovin NGC 7662 (Caldwell 22) Její poloha je přibližně tři stupně jihozápadně od Ióta Andromedae ve vzdálenosti přibližně 4 000 světelných let od Země. Astronomové ji nazývají také Modrá sněhová koule a je oblíbeným cílem pro amatérské astronomy. V dalekohledu se jeví jako slabý, kulatý, modrozelený objekt o hvězdné velikosti 9,2m. Na snímcích pořízených velkými dalekohledy je viditelný mírně eliptický prstencový disk, který je tmavší směrem ke středu, hvězda uprostřed mlhoviny má jasnost 13,2m a úhlové rozměry 20 krát 130 obloukových vteřin.

### Meteorické roje
Každým rokem v listopadu má největší intenzitu meteorický roj Andromedid, který má v souhvězdí radiant. Roj má ale nízkou intenzitu, méně než dva meteory za hodinu. Astronomové často spojují Andromedidy s kometou Biela, která se rozpadla v 19. století, nicméně toto spojení nebylo potvrzeno. Andromedidy jsou známé jako pomalé meteory a roj je v současnosti je považován za velmi rozptýlený, jako meteory lze vidět vylétat i z okolních souhvězdí, jakož i ze souhvězdí Andromedy samotného. Andromedidy se někdy jeví jako červené ohnivé koule. Andromedidy byly jedním z nejkrásnějších meteorických rojů 19. století; meteorické deště v letech 1872 a 1885 měly intenzitu až dva meteory za sekundu (pozorovatel mohl spatřit až 10 tisíc meteorů za hodinu), z toho důvodu je čínští astronomové nazvali meteorickými dešti. Andromedidy měly další vrchol 3. až 5. prosince 2011, v tomto roce byly nejaktivnější od roku 1885, a maximální intenzitou 50 meteorů za hodinu. Intenzita v roce 2011 má původ ve výbuchu komety Biela v roce 1649, kdy prošla v blízkosti Slunce. Žádný z pozorovaných meteoroidů nebyl spojen s materiálem z komety z roku 1846, kdy se rozpadla. Pozorovatelé roje z roku 2011 předpověděli další zvýšenou intenzitu v letech 2018, 2023 a 2036.